# Вернерссон, Виктор
Виктор Кристоффер Вернерссон (швед. Victor Christoffer Wernersson; род. 6 июля 1995, Мальмё) — шведский футболист, защитник «Вестероса».

## Клубная карьера
Является воспитанником «Мальмё». В 2014 году стал привлекаться к тренировкам с основной командой, несколько раз попадал в заявку на матчи чемпионата страны и Лиги чемпионов. В конце 2014 года покинул команду и перешёл в «Сюрианску», с которой подписал контракт, рассчитанный на три года. Первую игру за новый клуб провёл 28 февраля 2015 года в матче группового этапа кубка Швеции с «Хальмстадом». 6 апреля во встрече первого тура с «Сириусом» дебютировал в Суперэттане.
В июле 2017 года перешёл в датский «Вайле», выступающий в первом дивизионе, с которым подписал соглашение до конца 2020 года. Уже в январе 2028 года вернулся в Швецию, заключив трёхлетний контракт с «Гётеборгом». 1 апреля в матче с «Треллеборгом» дебютировал в чемпионате Швеции, появившись на поле в стартовом составе. Весной 2020 года вместе с клубом дошёл до финала кубка Швеции. В решающем матче с «Мальмё» Вернерссон вышел в стартовом составе, а «Гётеборг» победил со счётом 2:1 и завоевал трофей.
В августе 2020 года перешёл в бельгийский «Мехелен». В чемпионате Бельгии дебютировал 22 ноября в игре с «Зюлте-Варегемом». В августе 2021 года на правах аренды до конца года перешёл в норвежский «Стабек». Затем срок аренды был продлён ещё на полгода.
В январе 2023 года стал игроком нидерландского клуба «НАК Бреда», с которым подписал контракт на полтора года. В его составе выступал в Эрстедивизи. Первую игру за клуб провёл 27 января против второй команды АЗ. В общей сложности провёл в команде 32 матча во всех турнирах, в которых забил два мяча.
25 июля 2024 года перешёл в шведский «Вестерос», заключив контракт до конца года.

## Достижения
Гётеборг
- Обладатель кубка Швеции: 2019/20

## Клубная статистика
| Выступление      | Выступление      | Выступление      | Лига | Лига | Кубки | Кубки | Конт. кубки | Конт. кубки | Разное | Разное | Итого | Итого |
| Клуб             | Лига             | Сезон            | Игры | Голы | Игры  | Голы  | Игры        | Голы        | Игры   | Голы   | Игры  | Голы  |
| ---------------- | ---------------- | ---------------- | ---- | ---- | ----- | ----- | ----------- | ----------- | ------ | ------ | ----- | ----- |
| Сюрианска        | Суперэттан       | 2015             | 25   | 0    | 4     | 0     | —           | —           | —      | —      | 29    | 0     |
| Сюрианска        | Суперэттан       | 2016             | 28   | 0    | 4     | 0     | —           | —           | 2      | 0      | 34    | 0     |
| Сюрианска        | Суперэттан       | 2017             | 9    | 0    | 0     | 0     | —           | —           | —      | —      | 9     | 0     |
| Сюрианска        | Итого            | Итого            | 62   | 0    | 8     | 0     | —           | —           | 2      | 0      | 72    | 0     |
| Вайле            | 1-й дивизион     | 2017/18          | 13   | 0    | 0     | 0     | —           | —           | —      | —      | 13    | 0     |
| Вайле            | Итого            | Итого            | 13   | 0    | 0     | 0     | —           | —           | —      | —      | 13    | 0     |
| Гётеборг         | Алльсвенскан     | 2018             | 30   | 2    | 4     | 1     | —           | —           | —      | —      | 34    | 3     |
| Гётеборг         | Алльсвенскан     | 2019             | 29   | 0    | 3     | 1     | —           | —           | —      | —      | 32    | 1     |
| Гётеборг         | Алльсвенскан     | 2020             | 18   | 0    | 6     | 1     | —           | —           | —      | —      | 24    | 1     |
| Гётеборг         | Итого            | Итого            | 77   | 2    | 13    | 3     | —           | —           | —      | —      | 90    | 5     |
| Мехелен          | Лига Жюпиле      | 2020/21          | 8    | 0    | 1     | 0     | —           | —           | —      | —      | 9     | 0     |
| Мехелен          | Итого            | Итого            | 8    | 0    | 1     | 0     | —           | —           | —      | —      | 9     | 0     |
| → Стабек         | Элитсерия        | 2021             | 13   | 0    | 0     | 0     | —           | —           | —      | —      | 13    | 0     |
| → Стабек         | ОБОС-лига        | 2022             | 28   | 1    | 1     | 1     | —           | —           | —      | —      | 29    | 2     |
| → Стабек         | Итого            | Итого            | 41   | 1    | 1     | 1     | —           | —           | —      | —      | 42    | 2     |
| НАК Бреда        | Эрстедивизи      | 2022/23          | 10   | 2    | 1     | 0     | —           | —           | 0      | 0      | 11    | 2     |
| НАК Бреда        | Эрстедивизи      | 2023/24          | 18   | 0    | 1     | 0     | —           | —           | 2      | 0      | 21    | 0     |
| НАК Бреда        | Итого            | Итого            | 28   | 2    | 2     | 0     | —           | —           | 2      | 0      | 32    | 2     |
| Вестерос         | Алльсвенскан     | 2024             | 6    | 0    | 1     | 0     | —           | —           | —      | —      | 7     | 0     |
| Вестерос         | Алльсвенскан     | 2025             | 7    | 0    | 2     | 0     | —           | —           | —      | —      | 9     | 0     |
| Вестерос         | Итого            | Итого            | 13   | 0    | 3     | 0     | —           | —           | —      | —      | 16    | 0     |
| Всего за карьеру | Всего за карьеру | Всего за карьеру | 242  | 5    | 28    | 4     | —           | —           | 4      | 0      | 274   | 9     |